# Sugar at the Gate
Sugar at the Gate — третий студийный альбом канадской инди-рок-группы Tops, изданный 2 июня 2017 года на лейбле Arbutus Records. Альбом получил положительные отзывы музыкальной критики и интернет-изданий.

## История
Свой третий альбом канадская инди-группа Tops записала в составе вокалистки Джейн Пенни, гитариста Дэвида Карриера, барабанщика Райли Флека и басиста Джексона Макинтоша. Для создания альбома группа жила в Лос-Анджелесе, чтобы музыка отражала переживания «подростковых фантазий» в городе; треки были записаны в особняке в Глендейле, Калифорния, под названием Glamdale.
Предыдущие работы TOPS, например, их второй альбом Picture You Staring (2014), имели «изолированное» мягкое, старое поп-рок звучание, которое, по мнению группы, было ограничено тем фактом, что они записывались только в Монреале; они не были уверены в том, какого звучания и стиля им придерживаться, пока не отыграли около 100 концертов в 2015 году. Теперь они не только понимали, как доносить идеи и выступать как группа, но и как записываться; например, на пространство и минимализм Sugar at the Gates, отличающиеся от предыдущих альбомов, повлиял R&B 1990-х годов.

## Отзывы
| Совокупная оценка    | Совокупная оценка |
| Источник             | Оценка            |
| -------------------- | ----------------- |
| Album of the Year    | 74/100            |
| AnyDecentMusic?      | 6.8/10            |
| Metacritic           | 70/100            |
| Оценки критиков      |                   |
| Источник             | Оценка            |
| AllMusic             | [ 1 ]             |
| Clash                | 7/10              |
| DIY                  | [ 9 ]             |
| Exclaim!             | 8/10              |
| God is in the TV     | 6/10              |
| The Line of Best Fit | 7.5/10            |
| Mojo                 | [ 7 ]             |
| NARC Magazine        | 4.5/5             |
| Now                  | [ 14 ]            |
| Pitchfork            | 7.4/10            |

Альбом получил положительные отзывы музыкальной критики и интернет-изданий. Агрегационный сайт Metacritic оценил альбом на 70 балла по отзывам профессиональных рецензентов.
Журнал «NARC Magazine» назвал Sugar at the Gate лучшим альбомом группы TOPS: «Удовлетворяющая смесь хорошо подобранных аккордов, плавающих синтезаторов и перьевых ударов барабанов создаёт нечто, что вознаграждает за повторное прослушивание, особенно в солнечные дни». Он был признан третьим лучшим альбомом 2017 года по версии Gorilla vs. Bear и 44-м лучшим по версии журнала Blare. Он также был одним из «Любимых инди-поп и инди-рок альбомов» AllMusic («Favorite Indie Pop and Indie Rock Albums»), который опубликовал рецензию Марси Донелсон, заключающую: «Если альбом немного тяжелее по тону, он возвращает отличительную палитру и домашнюю запись к тяжёлой сердечности, твёрдо установленной на альбоме 2014 года Picture You Staring, поэтому поклонники и сентименталисты могут принять его близко к сердцу». Earbuddy положительно охарактеризовал его как «более спокойный» Picture You Staring, где «есть приятная безмятежность в некоторых [песнях], но не без струйки ледяной воды по позвоночнику. Но в хорошем смысле».
В рецензиях на Sugar at the Gate часто отмечалось постоянное внимание группы к созданию песен, особенно для записи на инди-сцене, где «немногие молодые артисты даже пытаются создать такую тонко сложную форму поп-музыки» (Кевин Корбер из Spectrum Culture) и «DIY иногда предполагает бездумный отказ от любых изысков» (Now' Марк Стритер). Среди отмеченных аспектов ремесла — «хорошо поставленные голоса», «хорошо выверенные смены аккордов», сдержанность, «мастерское осознание пространства» и «манящий лиризм».
Коул Ферт из Exclaim! и Изабелла Макдоннелл из The Line of Best Fit высоко оценили лирическое недоумение песен с использованием таинственности и «контрастных и ироничных тематических слоёв», которые вовлекают слушателя. Как объяснил МакДоннелл, «Sugar at the Gate в целом удивительно загадочен, и медленно позволяет распускающемуся цветку смысла альбома раскрыться по мере того, как слушатель проходит свой путь через релиз. И все же альбом сразу же кажется убедительным и реальным: он вызывает такое же волнение, как если бы вы почувствовали запах свежескошенной травы в первые дни лета. Он кажется одновременно загадочным и реальным». По мнению Sidewalk Hustle, пластинка «бурлит вдумчивой лирикой, которая ставит открытые вопросы и остаётся в памяти слушателя ещё долго после того, как одиннадцать треков отзвучали».
В смешанных отзывах DIY Лора Приор оценила использование меланхоличной лирики и «безразличную» подачу её с бодрым звучанием, а God is in the TV похвалила пение Пенни и «несколько бесспорных бэнгеров», однако, по мнению обоих, ей не хватило тяжести, чтобы сделать музыку запоминающейся. SoundBlab утверждал, что альбом слишком сильно зависит от «мистики и очарования вокала», в результате чего музыкальные композиции лишены направления и финишной черты.. Mojo отклонил альбом как «в значительной степени бессодержательный», а PressPlayOK считает, что переход группы к более печальному тону привёл к тому, что их музыка не привлекает демографическую группу: «Поклонники TOPS могут оказаться отчуждёнными в таких „никчемных“ номерах, как Cutlass Cruiser и Hours Between, а новички отключатся задолго до этого».

## Список композиций
Источник:
1. Cloudy Skies 04:22
2. Further 03:33
3. Petals 02:54
4. Dayglow Bimbo 02:14
5. Marigold & Gray 04:08
6. Cutlass Cruiser 03:23
7. Hours Between 04:06
8. I Just Wanna Make You Real 03:56
9. Seconds Erase 04:54
10. Topless 02:40